# Zabójstwa dokonane przez rodzinę Zakrzewskich
Zabójstwa dokonane przez rodzinę Zakrzewskich – zabójstwa dokonane przez trzech członków rodziny: Józefa Zakrzewskiego i jego dwóch synów: starszego Czesława i młodszego Adama, we wsi Rzepin niedaleko Starachowic (w ówczesnym województwie kieleckim, powiat iłżecki, gmina Pawłów, obecnie na terenie województwa świętokrzyskiego w powiecie starachowickim) na pięcioosobowej rodzinie sołtysa wsi Mieczysława Lipy w nocy z 2 na 3 listopada 1969 r. Józef i Czesław Zakrzewscy dodatkowo popełnili trzy kolejne zabójstwa dokonane w latach wcześniejszych na terenie gminy. Za swoje zbrodnie Józef i Czesław zostali skazani na karę śmierci i powieszeni. Adam Zakrzewski, ze względu na młody wiek, został skazany na 25 lat pozbawienia wolności.

## Morderstwo rodziny Lipów
W nocy z 2 na 3 listopada 1969 roku w zabudowaniach rodziny Lipów we wsi Rzepin mieszkańcy zauważyli pożar. część z nich pospieszyła z pomocą. Spaleniu uległa większa część domu, jednak zanim ogień się rozprzestrzenił wyciągnięto ze środka ciała 5 osób: sołtysa wsi, 45-letniego Mieczysława Lipę, jego 27-letniego bratanka Władysława Lipę, 54-letnią bratową Zofię Lipę, 81-letnią matkę Marię Lipę oraz 18-letnią Krystynę Lipę, żonę bratanka Władysława  (była w zaawansowanej ciąży). Początkowo sądzono, że wydarzył się nieszczęśliwy wypadek, jednak po krótkim śledztwie okazało się, że przyczyną śmierci rodziny Lipów nie były płomienie i dym, ale brutalne zabójstwo. Wszyscy zginęli przeważnie we śnie od ciosów zadanych tępym narzędziem, mieli rany cięte i kłute – jak się później okazało – zadane siekierą i motyką. Sprawca lub sprawcy podłożyli w obejściu snopki słomy i wzniecili pożar w celu zatarcia śladów.
Zaczęto rozważać motyw rabunkowy zbrodni. Mieczysław Lipa był sołtysem i posiadał sporą kwotę, ok. 20 tys. zł, zebraną na poczet podatków. Innym motywem zabójstwa mogła być zemsta. Krąg podejrzanych szybko zawęził się do ok. 40 osób, na ich czele figurowała rodzina Józefa Zakrzewskiego. Jego syn, Czesław, notowany był za rozboje, napady rabunkowe i inne drobne przestępstwa, ojciec Józef miał zatargi z sołtysem o niepłacenie podatków i niewywiązywanie się z obowiązkowych dostaw produktów rolnych. We wsi nie byli oni lubiani, Czesława wręcz bano się, zwłaszcza że wiele jego czynów pozostawało bez prawnych konsekwencji.

## Dochodzenie
Początkowo nie było dowodów na postawienie zarzutów Zakrzewskim. W lutym 1970 roku postanowiono aresztować Czesława Zakrzewskiego (ojca trójki dzieci) za kradzież drewna z lasu. Nie miał alibi, a jego żona zeznała, że w noc dokonania zbrodni nie nocował w domu. Śledczy byli niemal pewni, że jest głównym sprawcą mordu. Postanowiono zastosować specjalne środki. W celi z Czesławem umieszczono agenta, który miał wyciągnąć od niego informacje na temat zabójstwa rodziny Lipów, a w domu Zakrzewskich zamontowano podsłuch. W lipcu 1970 r., po prawie 5 miesiącach od aresztowania, nastąpił przełom. Czesław (niezbyt inteligentny, prosty człowiek) dał się namówić przez współwięźnia/agenta MO na napisanie listu do radia Wolna Europa opisującego jego zbrodnie jako walkę z władzami komunistycznej Polski. Agent wmówił mu, że tylko tak uniknie „stryczka”, a agenci Wolnej Europy odbiją go z rąk MO i wywiozą na Zachód.
Ponad 60-letni Józef Zakrzewski i jego synowie okazali się sprawcami zbrodni. Aresztowano ojca Czesława – Józefa – oraz jego młodszego brata Adama. Czesław ze szczegółami opowiedział i opisał wcześniejsze trzy morderstwa, dotychczas nierozwiązane, dokonane wraz z ojcem w połowie lat 50. i 60.:
1. Bolesław Hartung ze Starachowic: został zabity 7 czerwca 1954 poprzez strzał na leśnej drodze.
2. Jan Borowiec, sołtys wsi Rzepin Drugi, został zastrzelony na początku lat 60., gdy próbował wyrwać się zabójcom w obejściu własnego gospodarstwa.
3. Sołtys Jerzy Jan Żaczkiewicz został wyciągnięty z domu 13 grudnia 1957 o 2:00 w nocy., a następnie z owiniętą ręcznikiem głową i łańcuchem na szyi został wyprowadzony na zewnątrz w pobliże studni, gdzie sprawcy ściągnęli mu spodnie do kostek, odsłaniając pośladki, i zamordowali ciosami zadanymi bagnetem w kark. Ciało zostało wrzucone do studni, gdzie rankiem zostało odnalezione przez małoletnią córkę ofiary.

Podczas przesłuchań wyszło na jaw, że rodzina Zakrzewskich praktykowała zaskakujący obrzęd. Na osoby, które w czymś im zawiniły i które mieli zamordować, wydawali wyrok śmierci przy krzyżu i lichtarzach ustawionych na stoliku w pokoju ojca. Miała w tym uczestniczyć także matka Czesława i Adama, Helena Zakrzewska, która podobno brała świece i wypowiadała słowa, np. „Niech Borowiec skapie”. Po roku od wydania wyroku ojciec i syn dokonywali zabójstwa. Helena Zakrzewska nie przyznała się do zarzucanych jej czynów, a żadne inne dowody nie wskazywały, że wiedziała o morderstwach.
Czesław Zakrzewski przyznał się do morderstw, rabunków, podpaleń i rozbojów. Podczas zabójstw zawsze nosił kominiarkę zakrywającą twarz. Pokazał, gdzie ukrył broń, zakrwawione ubrania i inne dowody świadczące o winie. Twierdził, że pomordowani byli złymi ludźmi. Ponieważ ofiary związane były z aparatem administracyjnym państwa, swoje zbrodnie uparcie przedstawiał jako walkę z komunizmem. Zastawiający był fakt, dlaczego rodzina Zakrzewskich skutecznie unikała kary przez tyle lat. Okazało się, że pomagał im w tym sędzia sądu rejonowego w Starachowicach, skazany za swoje czyny na 4 lata pozbawienia wolności. Sędzia W. został przedstawiony przez Czesława Zakrzewskiego jako agent Wolnej Europy, któremu on i ojciec przysięgali posłuszeństwo na bliżej niesprecyzowany przedmiot. W śledztwie Józef Zakrzewski i jego dwaj synowie zachowywali się jakby byli nie w pełni władz umysłowych, mogła być to jednak linia obrony. Nie zmienia to faktu, że byli ludźmi pozbawionymi uczuć wyższych, a ich inteligencja oscylowała poniżej przeciętnej.

## Proces i wyrok
Proces Zakrzewskich był szeroko relacjonowany w ówczesnej prasie i telewizji, podczas wizji lokalnych tłum ludzi domagał się samosądu. Czesław Zakrzewski prawie do końca wierzył, że zostanie uwolniony przez agentów Wolnej Europy, agenci milicji utwierdzali go w tym przekonaniu. Był głównym sprawcą morderstw, to on dobijał ofiary motyką i podpalił słomę. Józef Zakrzewski załamał się pod koniec śledztwa, próbując ratować młodszego syna (prokurator żądał dla wszystkich kary śmierci), wziął całą winę na siebie, na sali rozpraw z płaczem zeznawał, że wina leży po jego stronie, a Adam poszedł z nimi „jak krowa do szlachtuza” oraz że „biedne dziecko, nic nie winien”. Proces Zakrzewskich rozpoczął się 22 marca 1971. Sąd Wojewódzki w Kielcach wyrokiem z dnia 28 czerwca 1971 r. skazał Józefa Zakrzewskiego (lat 66) na karę śmierci, Czesława Zakrzewskiego (lat 42) na karę śmierci, Adama Zakrzewskiego (lat 24) na 25 lat pozbawienia wolności (wówczas najdłuższa kara terminowego więzienia, dożywocie zniósł kodeks karny z 1969 r.). Sąd Najwyższy podtrzymał wyroki w mocy. W stosunku do skazanych na karę śmierci Rada Państwa nie skorzystała z prawa łaski. Wyroki wykonano przez powieszenie w lutym 1972 r. w krakowskim więzieniu na ulicy Montelupich 7. Adam Zakrzewski po kilku latach powiesił się w więziennej celi.

## Ofiary Zakrzewskich
- Bolesław Hartung,
- Jerzy Jan Żaczkiewicz,
- Jan Borowiec,
- Mieczysław Lipa,
- Władysław Lipa (bratanek Mieczysława),
- Krystyna Lipa (żona Władysława)[2]
- Maria Lipa (matka Mieczysława),
- Zofia Lipa (bratowa Mieczysława).